# Stig Östling
Stig Arne Holger Östling, född 31 december 1948 i Ockelbo i Gävleborgs län, är en svensk före detta ishockeyspelare (back). Östling tog fem SM-guld under sin tid som spelare i Brynäs IF. Hans moderklubb är Ockelbo IF.

## Biografi
Stig Östling startade sin ishockeykarriär i Ockelbo IF. 1966 värvades han till Mora IK där han bildade backpar med Lennart ”Lill-Strimma” Svedberg. Han kom  att stanna i Mora till 1970. Därefter spelade han fjorton säsonger i Brynäs IF och blev Svensk mästare med klubben fem gånger 1971, 1972, 1976, 1977 och 1980. Han spelade i sju internationella turneringar för det svenska landslaget, däribland vinter-OS i Sapporo 1972 och den första Canada Cup-turneringen som spelades 1976 samt flera VM. Sammanlagt spelade Östling 127 matcher i landslaget.
Han vann Guldpucken 1975 för säsongens främste spelare i Elitserien i ishockey och Sveriges herrlandslag i ishockey. Östling är Stor grabb nummer 92.